# Амтя Уста
Амтя Уста (калм. Әмтә Уста) — посёлок в Приютненском районе Калмыкии, в составе Первомайского сельского муниципального образования.

## Название
Название посёлка можно перевести как «с пресной (живой) водой» (калм. әмтә — живой; одушевлённый; и калм. уста — форма совместного падежа калм. усн — вода)

## История
Посёлок Амтя Уста основан в 1931 году как ферма № 2 совхоза № 16 имени 10-летия Комсомола Калмыкии. На немецкой карте окрестностей Элисты 1941 года посёлок отмечен под названием Амта. Под этим же названием посёлок отмечен на административной карте Ставропольского края 1958 года. Дата возвращения наименования Амтя Уста не установлена. На карте 1985 года отмечен уже под этим названием

## Физико-географическая характеристика
Посёлок расположен на востоке Приютненского района, в пределах Ергенинской возвышенности, являющейся частью Восточно-Европейской равнины. Средняя высота над уровнем моря — 95 м. Рельеф местности равнинный. К западу от посёлка расположена балка Хагин-Сала (Ангуста).
По автомобильной дороге расстояние до столицы Калмыкии города Элиста составляет 45 км, до районного центра села Приютное — 100 км, до административного центра сельского поселения посёлка Первомайский — 29 км. Ближайший населённый пункт посёлок Лола расположен в 24 км к северо-западу от Амтя Усты. К посёлку имеется подъезд с гравийно-щебеночным покрытием от региональной автодороги Элиста — Арзгир — Минеральные Воды (8,5 км).
Согласно классификации климатов Кёппена-Гейгера посёлок находится в зоне континентального климата с жарким летом и умеренно холодной зимой (индекс Dfa). Среднегодовая норма осадков — 341 мм. В окрестностях посёлка распространены светлокаштановые почвы различного гранулометрического состава в комплексе с солонцами.
В посёлке, как и на всей территории Калмыкии, действует московское время.

## Население
В конце 1980-х в Амтя-Усте проживало около 230 человек.
| 2002 | 2010 | 2012 |
| ---- | ---- | ---- |
| 117  | ↗153 | ↘74  |

Национальный состав
Согласно результатам переписи 2002 года чеченцы составляли 36 % населения посёлка
| Национальность | Численность (2010) | Процент |
| -------------- | ------------------ | ------- |
| Даргинцы       | 66                 | 46,2%   |
| Калмыки        | 59                 | 41,3%   |
| Русские        | 11                 | 7,7%    |
| Чеченцы        | 9                  | 6,3%    |
| Всего          | 143                | 100%    |

## Социальная инфраструктура
Социальная инфраструктура в посёлке Амтя Уста практически отсутствует: ближайшие учреждения культуры (сельский клуб, библиотека) и образования (средняя школа) расположены в административном центре сельского поселения посёлке Первомайский. Медицинское обслуживание жителей посёлка обеспечивают фельдшерско-акушерский пункт, расположенный в посёлке Первомайский, и Приютненская центральная районная больница.